# Ферма Весёлая Поляна
Ферма Весёлая Поляна (баш. Веселая Поляна) — упраздненный в 1961 году посёлок в составе Иткуловского сельского совета Макаровского района БАССР (на территории современного Ишимбайского района Республики Башкортостан). К концу 21 века — зимник Весёлая Поляна.

## Географическое положение
Расстояние до:
- районного центра (Петровское): 35 км. (данные ИЭ), 64 км. (данные справочника Башкирская АССР: административно-территориальное деление на 1 июня 1952 года)
- центра сельсовета (д. Верхне-Иткулово): 30 км.
- ближайшей ж/д. станции (Стерлитамак): 68 км. (данные ИЭ), Ишимбаево — 51 км. (данные справочника Башкирская АССР: административно-территориальное деление на 1 июня 1952 года)

## История
Основан в 1930-е годы на территории Макаровского района. Существовал до 1961 года.

## Население
В 1939 насчитывалось 7 человек.